# Norrsätra
Norrsätra är en stadsdel i Sandviken med huvudsaken hyreshus som byggdes i mitten av 1960-talet. Både höghus med åtta våningar och låghus med tre våningar. Några av låghusen revs i början av 2000-talet. Men det finns även villor och radhus där. I Norrsätra finns en  låg- och mellanstadieskola åk. 1-6 och en förskola. I stadsdelen finns även ett äldreboende och en servicekiosk.